# Христос Спасител (Москва)
 Тази статия е за храма в Москва.  За едноименния храм в Калининград вижте Христос Спасител (Калининград).  
„Христос Спасител“ (на руски: Храм Христа Спасителя) е християнски катедрален храм, с височина от 103,5 м., е третата най-висока православна църква в света, след Избавление на румънския род (135 м.) и Св. св. Петър и Павел (122,5 м.). Намира се в Москва, на брега на река Москва. В храма действа църковен музей.

## История и архитектура
След края на Наполеоновите войни император Александър I подписва манифест на 25 декември 1812 г., с който обявява намерението си да изгради катедрален храм в чест на Христос Спасителя, с който да покаже благодарността на руския народ към Бога, който спасява Русия от врага, и който да служи като храм-паметник на жертвите на руския народ.
Първият архитектурен проект за катедралата е завършен от самия император през 1817 г., изпълнен в неокласистичен стил. Започва изграждането на храма на най-високото място в Москва, което скоро се оказва, че е с нестабилна почва. Междувременно, Александър I е наследен от неговия брат Николай I, който не е доволен от неокласистичните елементи и нарежда на своя любим архитект Константин Тон да направи нов архитектурен план за църквата, който да бъде изработен по примера на Света София в Константинопол. Новият план в неовизантийски стил е одобрен и през 1839 година започва изграждането на храма на новоизбраното място.
За изграждането на църквата Христос Спасител са необходими над 44 години – то приключва през 1860 г. Вътрешната украса и изографисфането на храма продължават да се изработват от най-добрите руски художници и резбари и през следващите двадесет години след построяването му. Катедралата е осветена на 26 май 1883 година в деня на коронясването на император Александър III.

## Разрушаване
След Октомврийската революция в Русия от 1917 г. започват репресии срещу Руската православна църква и нейните свещенослужители, много от храмовете ѝ са разрушени. Подобна съдба сполетява и църквата Христос Спасител. През юни 1931 година лично Сталин дава разпореждане църквата да бъде разрушена, тъй като на мястото ѝ трябвало да се изгради Дворецът на Съветите. Сградата е била замислена в типичния сталинистки стил като постамент, на който да бъде поставена огромна статуя на Ленин. Така на 5 декември 1931 г. катедралата е взривена с динамит.
Строителството на Двореца на съветите е спряно поради недостиг на финансови средства, както и поради честите наводнения от разливащата се река Москва, която се намира в непосредствена близост до строежа. Металните елементи на конструкцията са претопени и от тях са направени брони за съветските танкове по време на Втората световна война. Така наводнените основи Двореца на Съветите си остават и след края на войната до времето на Никита Хрушчов, когато са преустроени в обществен басейн.

## Новата църква
В края на 1980-те години възниква обществено движение за възстановяването на църквата Христос Спасител, чиято движеща идея е покаянието. С края на комунизма в Източна Европа и краха на Съветския съюз Руската православна църква започва възстановяването на църквата „Иисус Спасителя“ през февруари 1990 г. Подписката за набиране на необходимите средства е открита през 1992 г. Проекта за възстановяването на храма изготвя реставраторът Алексей Денисов. Строителството на новата църква се ползва с поддръжката на много обществени групи, въпреки че се съпровожда с онази дълбока религиозност, историческа и духовна идея, която движела строителите един век назад.
По времето на строителството има немалко спорове, протести и дори обвинения към властите в корупция и слухове за политически игри с крупни доставки. Въпреки всичко в крайна сметка самото стрителство е добре организирано с всички усилия на властите и Църквата и върви с усилени темпове. При възстановяването на храма авторът на проекта Алексей Денисов се оттегля и на негово място идва Зураб Церетели, който завършва строителство, като отстъпва от първоначалния проект на Денисов, утвърден от московските власти. Под негово ръководство на белокаменните стени се появяват бронзови композиции, не свойствени за православния храм. Стенописите в интериора на църквата са поверени на протектирани от Церетели художници като тяхната ценност също се оспорва.
В края на 1999 новият храм Христос Спасител е завършено копие на своя исторически предшественик. На 31 декември 1999 г., на прага на 2000 г. от Рождество Христово, храмът е отворен за вярващите и за обществеността. В нововъзстановения храм в нощта на 6 срещу 7 януари 2000 е отслужена първата тържествена рождественска литургия. Църквата официално е осветена на 20 август 2000 г.